# كأس أرمينيا 2004
كأس أرمينيا 2004 (بالأرمنية: Հայաստանի ֆուտբոլի գավաթ 2004)‏ هو الموسم 13 من كأس أرمينيا. أقيم خلال الفترة 10 مارس 2004 وحتى 9 مايو 2004، وأشرف على تنظيمه اتحاد أرمينيا لكرة القدم، وكان عدد الأندية المشاركة فيه 18، وفاز فيه بيونيك يريفان.